# 過去
過去（かこ）とは、時間の流れを3つに分けて理解する場合の、既に過ぎ去った部分のこと。現在より以前の時のこと。あるいは、すでに終わったできごとのこと。昔。対義語は未来。

## 概要
アウグスティヌス（354-430）は、著書『告白』第11巻において、過去・現在・未来という時があるのではないと述べ、実際には過去の現在（過去が現にあること、過去を現に心に描いていること）、現在の現在、未来の現在があるのだとした。つまり、我々が過去と思っているのは結局、すでに起きたことの想起（記憶）なのだと述べたのである。
大森荘蔵(1921 - 1997）は『時間と自我』において、過去は「想起という様式」で振り返られる中にのみ存在する、と述べ、人々が“想起とは過去経験の再現または再生である”と思っているのは間違いだ、と指摘する。想起という様式が過去なのであって、他に過去があるわけではない、とする。
大森は、過去というのは言語の過去形を用いた知覚であるとする。
過去は、歴史・考古学・古天文学・歴史言語学・歴史地質学・
古生物学・古植物学・古民族植物学・古地理学・古気候学・古環境学・古海洋学・古宇宙論などの分野の研究の対象となっている。
アメリカの原住民インディアン達は、過去に対して、「永遠に過ぎ去ったものではなく、なおどこかに現存するもの」という解釈をしていた。インディアン達は、その精神世界において、過去と未来を極度に混同したものとして解釈していた。

## 意思決定
過度に心配したり、将来について嫌な気分になったりしたときは、過去の成功体験に注目すると、よりよい判断ができるようになる。

## 関連する格言
- 過去を学ばない者は過ちを繰り返す--ジョージ・サンタヤーナ（19世紀のスペインの哲学者）
  - 引用元：Programming Pages